# Friedrich Ernst zu Sayn-Wittgenstein-Berleburg

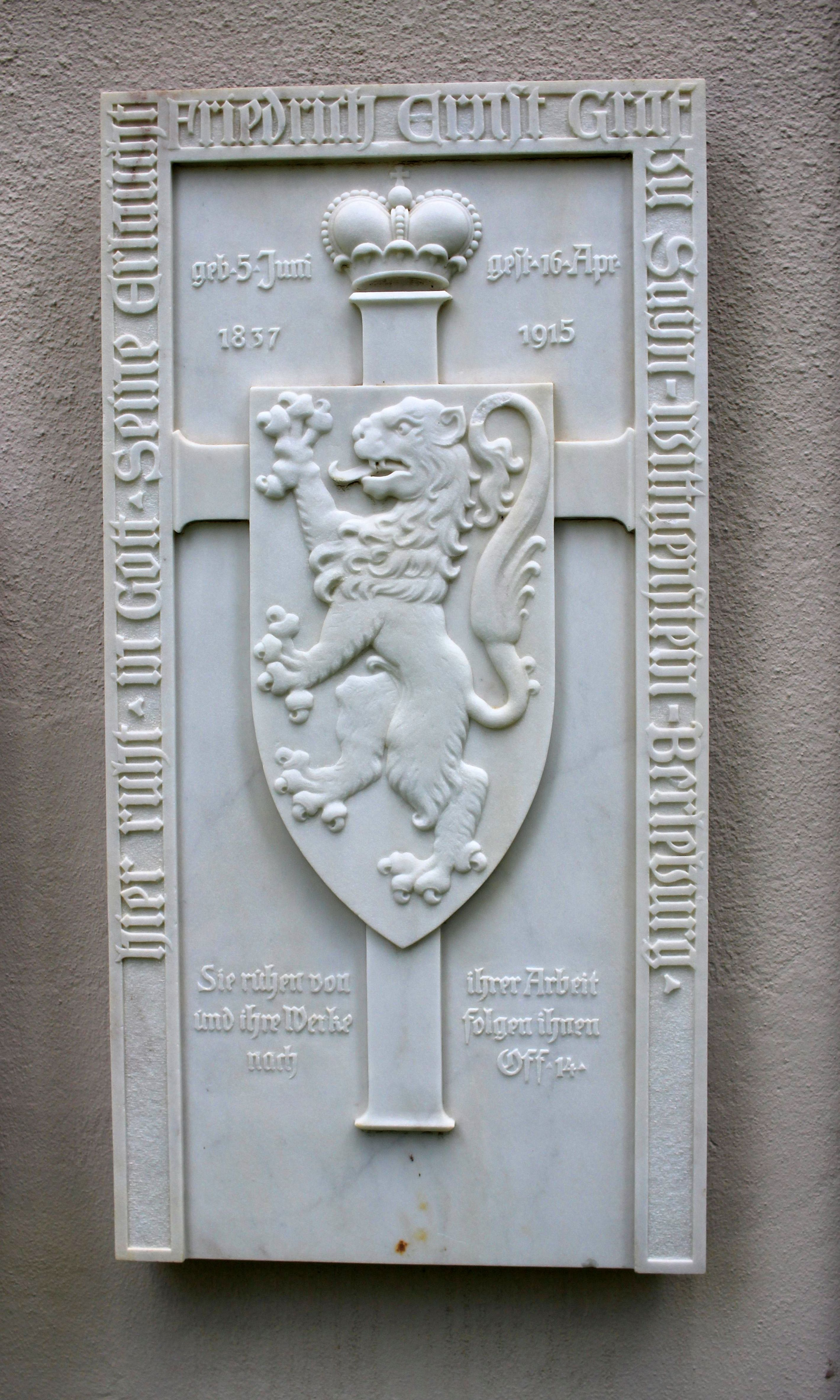
Grabplatte auf dem Evangelischen Friedhof in Meran

Friedrich Ernst Graf zu Sayn-Wittgenstein-Berleburg (* 5. Juli 1837 auf Schloss Sannerz, Kurfürstentum Hessen; † 6. April 1915 in Meran) war ein deutscher Graf aus dem Hause Sayn-Wittgenstein und Opernkomponist.

## Leben
Friedrich Ernst wurde am 5. Juli 1837 als Sohn des Grafen Ludwig Joseph zu Sayn-Wittgenstein-Berleburg (1784–1857) und seiner Ehefrau Pauline Gräfin von Degenfeld-Schonburg (1803–1861) geboren. Die Mutter Pauline war die Tochter des k. k. österreichischen General-Majors und Maria Theresien-Ritters Friedrich Christoph Grafen von Degenfeld-Schonburg.
Friedrich Ernst machte als österreichischer Offizier die Feldzüge 1859 in Italien und 1864 in Schleswig-Holstein mit, bildete (unter Julius Rietz in Leipzig) sein musikalisches Talent aus und verließ 1865 den Militärdienst. Von seinen unter dem Namen Friedrich Ernst Wittgenstein bekannt gewordenen Kompositionen sind außer zahlreichen Liedern (seit 1865) das Chorwerk: »Szenen aus der Fritjofsage« (Darmstadt 1874) sowie die Opern: »Die Welfenbraut« (Graz 1879) und »Antonius und Kleopatra« (das. 1883) hervorzuheben.

## Familie
Friedrich Ernst heiratete 1861 in Dobritschan Baronesse Therese Zessner von Spitzenberg (* 9. Januar 1841; † 1. Juni 1887), eine Tochter des Vincenz Baron Zessner von Spitzenberg und Therese de Longueval Gräfin Bucquoy. Das Paar hatte folgende Kinder:
- Ludwig Vincenz, genannt Chlodwig (1864–1936), verheiratet mit Emma Gräfin zu Sayn-Wittgenstein, geb. von Goldegg
- Pauline (1865–1866)
- Karoline (1867–1945)
- Maria (1868–1944)
- Henriette (1870–1904)
- Sophie (1872–1957)
- Andreas (1873–1886)
- Anna (1875–1956)
- Ottokar (1878–1914)
- Felix (1879–1946)
- Viktor (1881–1945)
- Friedrich Alard (1884–1904)

Am 16. Oktober 1888 heiratete er als Witwer in Rot an der Rot Gräfin Emilie zu Erbach-Erbach, Tochter des Grafen Eberhard XV. zu Erbach Erbach.

## Werke
- Szenen aus der Fritjofsage 1874
- Die Welfenbraut: große romantische Oper in 5 Akten 1879
- Antonius und Kleopatra: Oper in vier Acten und einem Nachspiel 1883